# The Captain and Me
Albums de The Doobie Brothers
Toulouse Street
(1972) What Were Once Vices Are Now Habits
(1974)
Singles
1. Long Train Runnin'
Sortie : 28 mars 1973
2. China Grove
Sortie : 25 juillet 1973

The Captain and Me est le troisième album studio du groupe américain The Doobie Brothers, sorti le 2 mars 1973 sous le label Warner Bros. Records. Il contient certains de leurs succès les plus populaires, notamment Long Train Runnin', China Grove et Without You. L'album est certifié double platine par la RIAA.
Il est classé 835e dans la troisième édition de All Time Top 1000 Albums de Colin Larkin (2000).

## Liste des titres
| 1. | Natural Thing            | Tom Johnston    | Tom Johnston | 3:17 |
| 2. | Long Train Runnin'       | Johnston        | Johnston     | 3:25 |
| 3. | China Grove              | Johnston        | Johnston     | 3:14 |
| 4. | Dark Eyed Cajun Woman    | Johnston        | Johnston     | 4:12 |
| 5. | Clear as the Driven Snow | Patrick Simmons | Pat Simmons  | 5:18 |

| 6.  | Without You                           | John Hartman, Michael Hossack, Johnston, Tiran Porter, Simmons | Johnston, Simmons | 4:58 |
| 7.  | South City Midnight Lady              | Simmons                                                        | Simmons           | 5:27 |
| 8.  | Evil Woman                            | Simmons                                                        | Simmons           | 3:17 |
| 9.  | Busted Down Around O'Connelly Corners | James Earl Luft                                                | Instrumental      | 0:48 |
| 10. | Ukiah                                 | Johnston                                                       | Johnston          | 3:04 |
| 11. | The Captain and Me                    | Johnston                                                       | Johnston          | 4:53 |

## Personnel
les Doobie Brothers
- Tom Johnston – chant et chœurs, guitares acoustiques et électriques, harmonica sur Long Train Runnin', synthétiseur ARP
- Patrick Simmons – chant et chœurs, guitares acoustiques et électriques, synthétiseur ARP, banjo sur The Captain and Me
- Tiran Porter – chœurs, basse
- John Hartman – batterie, percussions, chœurs
- Michael Hossack – batterie, congas, timbales

Personnel supplémentaire
- Bill Payne - piano sur China Grove, South City Midnight Lady et Ukiah, piano électrique sur Dark Eyed Cajun Woman, orgue sur Without You
- Jeffrey 'Skunk' Baxter - guitare pedal steel
- Ted Templeman - percussions, chœurs sur Without You
- Nick DeCaro - arrangements pour cordes sur Dark Eyed Cajun Woman, South City Midnight Lady et Evil Woman
- Malcolm Cecil , Robert Margouleff – programmation du synthétiseur ARP sur Natural Thing, Clear as the Driven Snow, South City Midnight Lady et Ukiah

Production
- Producteur : Ted Templeman
- Coordination de production : Benita Brazier
- Ingénieur du son :  Donn Landee
- Conception : John Casado, Barbara Casado
- Photographie : Michael Maggid, Jill Maggid
- Direction artistique : Ed Thrasher

## Classements et certifications

### Classements hebdomadaires
| Classement (1973-74)       | Meilleure position |
| -------------------------- | ------------------ |
| Canada (RPM)               | 10                 |
| États-Unis (Billboard 200) | 7                  |
| Nouvelle-Zélande (RIANZ)   | 12                 |

### Certifications
| Région                                                                  | Certification | Ventes/Streams |
| ----------------------------------------------------------------------- | ------------- | -------------- |
| Australie (ARIA)                                                        | Or            | 20 000^        |
| États-Unis (RIAA)                                                       | 2 × Platine   | 1 000 000^     |
| ^Mise en rayon selon la certification xNon précisé par la certification |               |                |